# Первомайское (Кулундинский район)
Первомайское — упразднённое село в Кулундинском районе Алтайского края. Входило в состав Воздвиженского сельсовета. Ликвидировано в 1970-е годы г.

## География
Располагалось в 6 км к юго-востоку от села Воздвиженка.

## История
Основано в 1909 году. В 1928 г. посёлок Богодуховка состоял из 115 хозяйств, основное население — украинцы. Центр Богодуховского сельсовета Славгородского района Славгородского округа Сибирского края. Колхоз «Красный Труженик».
В 1960 году указом Президиума Верховного Совета РСФСР поселок Богодуховка переименован в Первомайкий.

## Население
| год     | 1928 | 1948 | 1955 | 1959 |
| ------- | ---- | ---- | ---- | ---- |
| человек | 516  | 255  | 265  | 179  |